# Hipercarnívoro

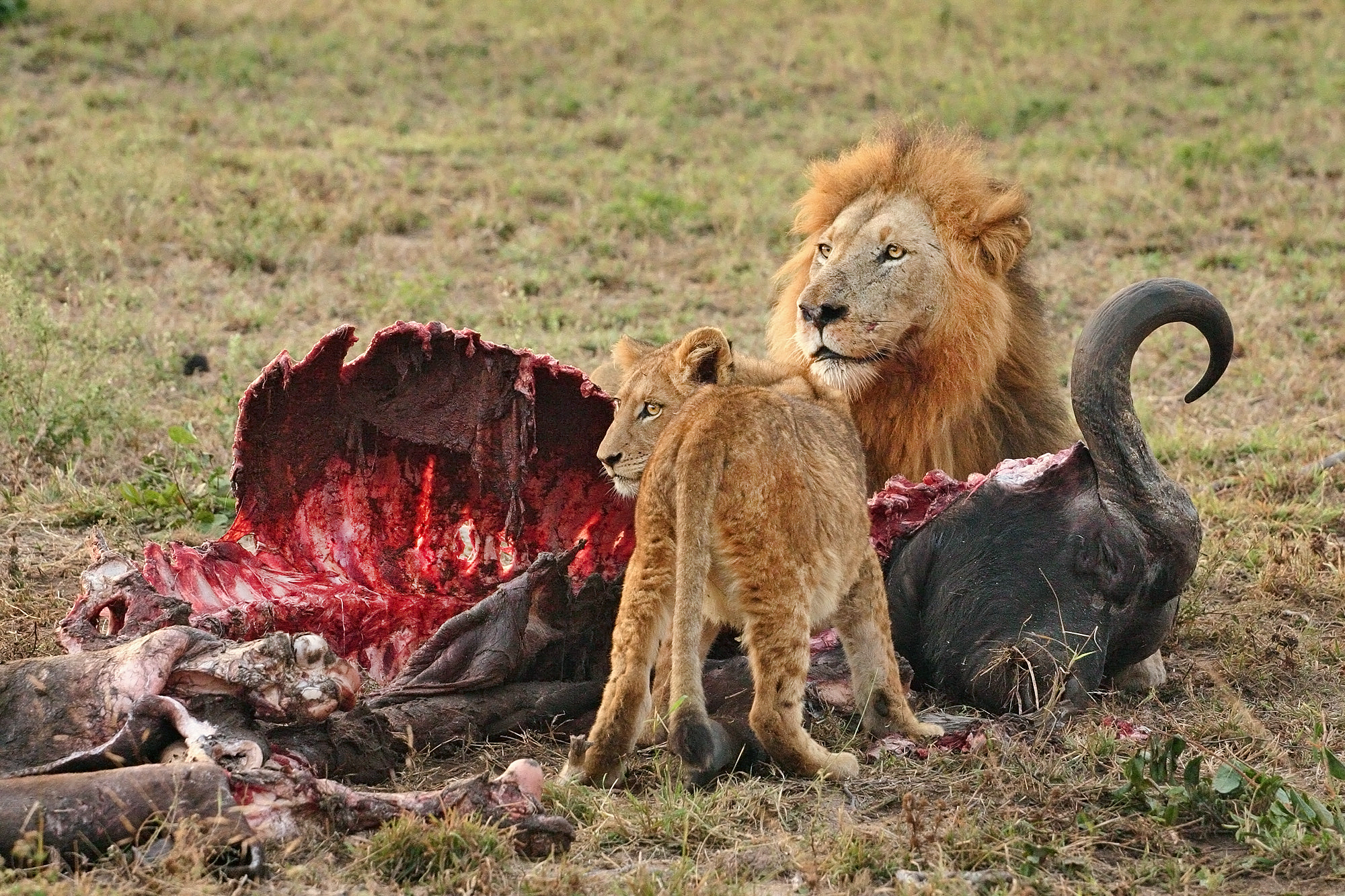
El león es un hipercarnívoro.

Un hipercarnívoro es un animal que tiene una dieta que se compone en más de un 70% de carne, siendo el porcentaje restante alimentos de procedencia no animal como hongos, frutas y otros materiales vegetales. Algunos ejemplos de grupos actuales incluyen a los crocodilianos, búhos, alcaudones, águilas, buitres, félidos, muchos cánidos salvajes, delfines, serpientes, arañas, escorpiones, mantis, marlines, meros, pirañas y muchos tiburones. Todas las especies de la familia Felidae, incluyendo al gato doméstico, son hipercarnívoras en su estado natural. Adicionalmente, este término es también usado en paleontología para describir taxones de animales que presentan un incremento de los elementos cortantes en su dentadura en relación con los componentes para moler. Los hipercanívoros no necesariamente son también superdepredadores. Por ejemplo, los salmones son exclusivamente carnívoros, aunque aun así son presa de una gran variedad de organismos durante todas las etapas de su vida.
Muchos mamíferos extintos del clado Carnivoramorpha (Carnivora y Miacoidea), junto con el orden primitivo Creodonta, y algunos otros mamíferos de órdenes más tempranos como los Cimolesta, eran hipercarnívoros. Se considera que el mamífero carnívoro más antiguo es Cimolestes, el cual vivió a finales del Cretácico e inicios del Paleógeno en América del Norte hace unos 66 millones de años. Muchos grandes dinosaurios terópodos que vivieron también en el Cretácico Superior como Tyrannosaurus rex, eran obligadamente carnívoros.
La evolución de los grandes hipercarnívoros se observa con frecuencia en el registro fósil, usualmente en respuesta a la oportunidad ecológica ofrecida por el declive o extinción de taxones hipercarnívoros anteriormente dominantes. Aunque el desarrollo de un tamaño corporal grande y la dieta carnívora son favorables a nivel individual, pueden llevar a un declive macroevolutivo, en el cual la especialización extrema en la dieta resulta en bajas densidades poblacionales y una mayor vulnerabilidad a la extinción. Como resultado de esas fuerzas opuestas, el registro fósil de los carnívoros está dominado por la sucesión de diferentes clados de hipercarnívoros que se diversifican y extinguen, solo para ser reemplazados por nuevos grupos de hipercarnívoros.
Un ejemplo notable es el de dos especies cercanamente relacionadas pero con dietas muy diferentes, aunque su divergencia evolutiva se haya producido hace apenas 150,000 años, lo constituye el oso polar que es el úrsido de dieta más carnívora (más del 90% de su alimentación es carne) mientras que el oso pardo es uno de los menos carnívoros en muchas de sus zonas de distribución, ya que su dieta se compone en menos del 10% de carne.